# Stenstrup Sogn
Stenstrup Sogn er et sogn i Svendborg Provsti (Fyens Stift).
I 1800-tallet var Lunde Sogn anneks til Stenstrup Sogn. Begge sogne hørte til Sunds Herred i Svendborg Amt. Stenstrup-Lunde sognekommune blev senere delt, så hvert sogn dannede sin egen sognekommune. Ved kommunalreformen i 1970 blev både Stenstrup og Lunde indlemmet i Egebjerg Kommune, der ved strukturreformen i 2007 indgik i Svendborg Kommune.
I Stenstrup Sogn ligger Stenstrup Kirke.
I sognet findes følgende autoriserede stednavne:
- Dynden (bebyggelse)
- Hundtofte (bebyggelse, ejerlav)
- Hundtofte Mark (bebyggelse)
- Hundtoftered (bebyggelse)
- Kroghenlund (ejerlav, landbrugsejendom)
- Lille Løjtved (bebyggelse, ejerlav)
- Løgeskov (bebyggelse)
- Løjtved Gods (ejerlav, landbrugsejendom)
- Petersminde (landbrugsejendom)
- Rødme (bebyggelse, ejerlav)
- Rødmegyden (bebyggelse)
- Sandbjerg (bebyggelse)
- Skjoldemose (ejerlav, landbrugsejendom)
- Skovlund (bebyggelse)
- Snævren (bebyggelse, ejerlav)
- Stenbanker (bebyggelse)
- Stenskov Huse (bebyggelse)
- Stenstrup (bebyggelse, ejerlav)
- Stågerup (bebyggelse, ejerlav)